# Carlos Henrique da Rocha Lima
Carlos Henrique da Rocha Lima (* 22. Oktober 1915 in Rio de Janeiro; † 22. Juni 1991 ebenda) war ein brasilianischer Romanist, Lusitanist und Grammatiker.

## Leben
Carlos Henrique da Rocha Lima, Sohn von Marcelino Pita da Rocha Lima und Evangelina Ramos da Rocha Lima, besuchte das Colégio Pedro II (Abschluss 1935) und platzierte sich 1936 bei der Bewerbung für das Gymnasialwesen hinter Sílvio Elia auf Platz 2 (ex aequo mit Antônio Houaiss). Ab 1947 unterrichtete er am Instituto de Educação und lehrte (auf Einladung von João Guimarães Rosa) Portugiesisch am Rio Branco-Institut, der Diplomatenakademie des Außenministeriums. Von 1956 bis zu seiner Emeritierung 1982 besetzte er den Lehrstuhl für Portugiesisch am Colégio Pedro II. Daneben lehrte er an der Päpstlichen Katholischen Universität von Rio de Janeiro und an der Universidade Santa Úrsula. Von 1962 bis 1964 leitete er in London das brasilianische Kulturinstitut (Casa do Brasil).
Da Rocha Lima war Mitglied der Academia Brasileira de Filologia und der Academia Brasileira da Língua Portuguesa.

## Werke (Auswahl)
- (Hrsg.)  Rui Barbosa, Oração aos moços, Rio de Janeiro 1949 (Vorwort von Sousa da Silveira)
- Através da “Oração aos moços”. Tentativa de interpretação estilística de Rui Barbosa, Rio de Janeiro 1949, 2010
- Uma preposição portuguesa. Aspectos do uso da preposição a na língua literária moderna, Rio de Janeiro 1954
- Gramática normativa da língua portuguesa, Rio de Janeiro 1957 (47. Auflage, 2009)
- Teoria da análise sintática. Iniciação no estudo da estrutura da frase portuguêsa, Rio de Janeiro 1958
- Subsídios para o estudo da partícula “e” em algumas construções da língua portuguesa, Rio de Janeiro 1975